# GI-2634
La carretera  GI-2634  une la  AP-8  en Elgóibar con la  N-I  en Tolosa por los puertos de Azcárate y Vidania, atravesando las localidades de Azcoitia, Azpeitia, Régil y Vidania.
A efectos prácticos constituye dos tramos independientes entre sí: entre Elgóibar y Azcoitia es una vía rápida que salva Azcárate mediante un túnel; entre Azpeitia y Tolosa es una carretera rural que sube dos puertos de montaña. Entre Azcoitia y Azpeitia discurre solapada con la  GI-631 .
La antigua carretera de Azcárate se denomina actualmente  GI-3321  en su vertiente elgoibarresa, mientras que la subida desde Azcoitia forma parte hoy de la  GI-3210  (Azcoitia-Icíar por Lastur). Por otra parte, entre Azpeitia y Vidania, la  GI-3740  realiza un recorrido paralelo por el puerto de Urraki 3 kilómetros más corto y evitando la travesía de Régil.
Antes de la transferencia de las carreteras comarcales a las Diputaciones Forales, esta vía recibía el nombre  C-6324 .

## Trazado (Elgóibar-Azcoitia)
| Velocidad | Esquema | Carretera que enlaza                                 |
| --------- | ------- | ---------------------------------------------------- |
|           |         | N-634 Elgóibar - Mendaro AP-8 Bilbao - San Sebastián |
|           |         | Túnel de Azcárate                                    |
|           |         | GI-3210 Azcárate - Madariaga                         |
|           |         | GI-3210 Azcárate GI-3174 Olaso                       |
|           |         | Azcoitia                                             |
|           |         | Azcoitia GI-631 Zumárraga - Azpeitia                 |

## Trazado (Azpeitia-Tolosa)
| Velocidad | Esquema | Carretera que enlaza                               |
| --------- | ------- | -------------------------------------------------- |
|           |         | Azpeitia GI-631 Azcoitia - Cestona - Zumaya        |
|           |         | GI-3740 Vidania-Goyaz (por el puerto de Urraki)    |
|           |         | GI-3730 Aizarna - Erdoizta                         |
|           |         | Régil                                              |
|           |         | Puerto de Iturburu (550 m)                         |
|           |         | Vidania                                            |
|           |         | GI-3740 Goyaz - Azpeitia (por el puerto de Urraki) |
|           |         | Puerto de Vidania (510 m)                          |
|           |         | GI-3720 Beizama - Santa Marina                     |
|           |         | GI-3041 Albíztur                                   |
|           |         | GI-3714 Auzotxiki - Urquizu                        |
|           |         | GI-3713 Aldaba Txiki                               |
|           |         | Tolosa N-I San Sebastián - Vitoria                 |